# 開発地獄
開発地獄（かいはつじごく、development hell）は、マスメディアにおける隠語であり、映画・コンピュータゲーム・アルバム・テレビ番組・脚本・ソフトウェア・アプリケーションソフトウェア・コンセプト・アイディアなどの企画で、特に開発に長い時間かけられているもののことである。その間に、スタッフ・脚本・制作会社などが入れ替わることも多い。開発地獄に陥った企画は公式に中断されることはなく、通常は製作に十分な環境が整うまで継続される。開発煉獄(development purgatory)、開発迷宮(development limbo)、制作地獄(production hell)ともいう。

## 概要
映画製作会社はまず最初に作品の映画化権を購入するが、それらの全てが実製作に入るわけではなく、また作品が映画として製作に入り完成するまでには数年かかることが多く、脚本やキャラクター、作品のトーンなどが大幅に変更されることも多く見られる。プリプロダクションの過程は数か月から数年の期間が必要となり、長期間に及ぶと予算の超過や関係者の離脱、果ては企画自体が中止に追い込まれることがある。
ハリウッドでは公表される企画の約10倍の数が水面下で進行するため、多くの脚本が完成に漕ぎ着けずに放置されると言われている。これらの脚本は複数の解釈や視点が描写される作品に多く見られる。

## 原因
コンセプトアーティスト・イラストレーターのシルヴェイン・デスプレットは開発地獄について、「開発地獄は無名の監督の下では起こり得ない。スタジオ側が絶対に解散させない有名監督の時だけに起きるのです。そして、2年間ひたすら瓦を磨くことになるのです。誰かが大きな犠牲を払って逃げ出すまでね」と語っている。
コンピュータゲームでは開発の遅れや資金不足によって、開発者が別の企画にリソースを集中させることがある。場合によっては完成したゲームが期待を裏切る結果になったことで、開発者がやり直しを選択せずに開発を中止することもある。また、発売されたゲームの売上が芳しくない場合、予定されていた続編ゲームの開発が延期または中止される可能性も出てくる。

## ターンアラウンド
資金不足によって製作が進まない映画企画に対して、別のスタジオがターンアラウンド契約を結び完成に漕ぎ着ける場合がある。例として、ユニバーサル・スタジオはコロンビア・ピクチャーズが開発地獄に陥り製作が中断された『E.T.』の権利を買い取り、映画を完成させて興行的な成功を収めている。スタジオが完全に企画を放棄した場合、それまでかかった費用は間接費の一部として償却される。